# Boston Society of Film Critics Awards 1992
La 13ª edizione dei Boston Society of Film Critics Awards si è svolta nel dicembre 1992.

## Premi

### Miglior film
- Gli spietati (Unforgiven), regia di Clint Eastwood

### Miglior attore
- Denzel Washington - Malcolm X

### Migliore attrice
- Emma Thompson - Casa Howard (Howards End)

### Miglior attore non protagonista
- Gene Hackman - Gli spietati (Unforgiven)

### Migliore attrice non protagonista
- Judy Davis - Mariti e mogli (Husbands and Wives) e Monteriano - Dove gli angeli non osano metter piede (Where Angels Fear to Tread)

### Miglior regista
- Robert Altman - I protagonisti (The Player)

### Migliore sceneggiatura
- Neil Jordan - La moglie del soldato (The Crying Game)

### Miglior fotografia
- Jack N. Green - Gli spietati (Unforgiven)

### Miglior documentario
- Brother's Keeper, regia di Joe Berlinger e Bruce Sinofsky

### Miglior film in lingua straniera
- Lanterne rosse (大紅燈籠高高掛), regia di Zhāng Yìmóu  ·  Cina/ Hong Kong/ Taiwan